# دبليو دبليو إف نو ميرسي
دبليو دبليو إف نو ميرسي هي لعبة فيديو من تطوير شركتي اسميك ايس انترتيمنت وسن صوفيا ونشرتها شركة تي إتش كيو وتم إصدارها في أمريكا الشمالية في عام 2000.